# Wolterton

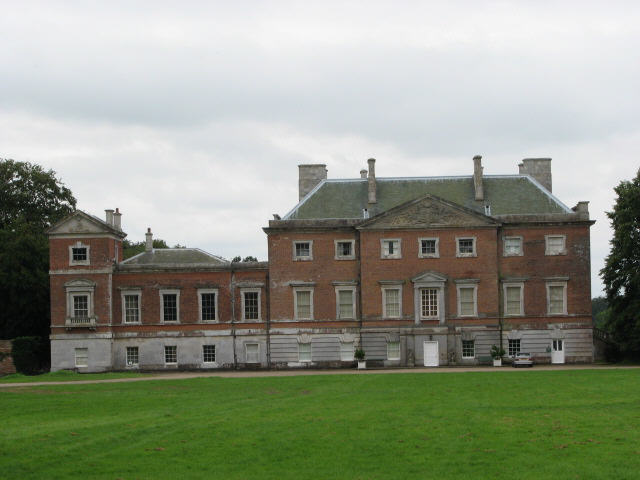
Wolterton Hall

Wolterton är en by i civil parish Wickmere, i distriktet North Norfolk, i grevskapet Norfolk i England. Byn är belägen 6 km från Aylsham. Wolterton var en civil parish fram till 1935 när blev den en del av Wickmere. Civil parish hade 58 invånare år 1931. Byn nämndes i Domedagsboken (Domesday Book) år 1086, och kallades då Ultertuna/Ultretune.